# Тео Снелдерс
Тео Снелдерс (нід. Theo Snelders, нар. 7 грудня 1963, Естервоорт) — нідерландський футболіст, що грав на позиції воротаря.
Виступав, зокрема, за клуби «Твенте» та «Абердин», а також національну збірну Нідерландів.
Дворазовий чемпіон Шотландії.

## Клубна кар'єра
У дорослому футболі дебютував 1980 року виступами за команду «Твенте», в якій провів вісім сезонів, взявши участь у 199 матчах чемпіонату. Більшість часу, проведеного у складі «Твенте», був основним голкіпером команди.
Своєю грою за цю команду привернув увагу представників тренерського штабу клубу «Абердин», до складу якого приєднався 1988 року. Відіграв за команду з Абердина наступні вісім сезонів своєї ігрової кар'єри. Граючи у складі «Абердина» також здебільшого виходив на поле в основному складі команди.
Згодом з 1996 по 1999 рік грав у складі команд «Рейнджерс», «Данді» та «Рейнджерс».
Завершив ігрову кар'єру у команді МВВ, за яку виступав протягом 1999⁣–⁣2001 років.

## Виступи за збірні
У 1983 році залучався до складу молодіжної збірної Нідерландів. На молодіжному рівні зіграв у -1 офіційних матчах, пропустив 1 гол.
У 1989 році дебютував в офіційних матчах у складі національної збірної Нідерландів.
У складі збірної був учасником чемпіонату світу 1994 року у США.
Загалом протягом кар'єри в національній команді, яка тривала 1 рік, провів у її формі 1 матч.

## Титули і досягнення
- Чемпіон Шотландії (2):

«Рейнджерс»: 1996-1997, 1998-1999